# Karlrobert Kreiten
Karlrobert Kreiten, né le 26 juin 1916 à Bonn et mort le 7 septembre 1943, est un pianiste allemand. 

## Biographie
Karlrobert Kreiten est considéré par de nombreux musiciens, dont Wilhelm Furtwängler, comme l'un des pianistes allemands les plus talentueux de sa génération. Sa mère française,  Emmy Liebergesell-Kreiten, est chanteuse et son père, Theo Kreiten, de nationalité néerlandaise, un compositeur, pianiste et écrivain. Il étudie avec Claudio Arrau à Berlin.
Il est victime d'une dénonciation provenant de son entourage privé. Ayant, au cours d'une conversation avec une connaissance en mars 1943, exprimé des doutes sur la stratégie militaire d'Hitler, il est dénoncé à la Gestapo et condamné à mort le 3 septembre 1943 par le Tribunal du Peuple.
Lorsque sa famille obtient un soutien des hautes autorités de l'État et une promesse de grâce de la Chancellerie du Reich, la sentence a déjà été exécutée. Karlrobert Kreiten fait partie de ceux qui ont été pendus sans même un ordre d'exécution, dans la nuit du 7 au 8 septembre 1943, à la prison de Plötzensee. C'est une « méprise » pour laquelle aucun des fonctionnaires impliqués n'eut à rendre de comptes. Il est devenu un symbole en Allemagne de la terreur nazie et de son horreur. Un mémorial lui est dédié à Berlin dans le musée Topographie des Terrors sur l'ancien siège de la Gestapo et des SS.